# Glafyra
Glafyra lub Glafira – imię żeńskie pochodzenia greckiego (gr. γλαφυρός glaphyros), oznaczające "wytworna, elegancka". Patronką tego imienia jest św. Glafyra z Amazji.
Glafyra imieniny obchodzi 13 stycznia.
W innych językach:
- (ang.) Glaphyra
- (koine) Γλαφύρα (Glaphyra)
- (wł.) Glafira
- (łac.) Glaphyra
- (ros.) Глафира (Głafira)

Znane osoby o tym imieniu:
- Glafira – żona Archelaosa II z Komany, hetera
- Glafira – córka Archelaosa I z Kapadocji